# 부캐 마케팅

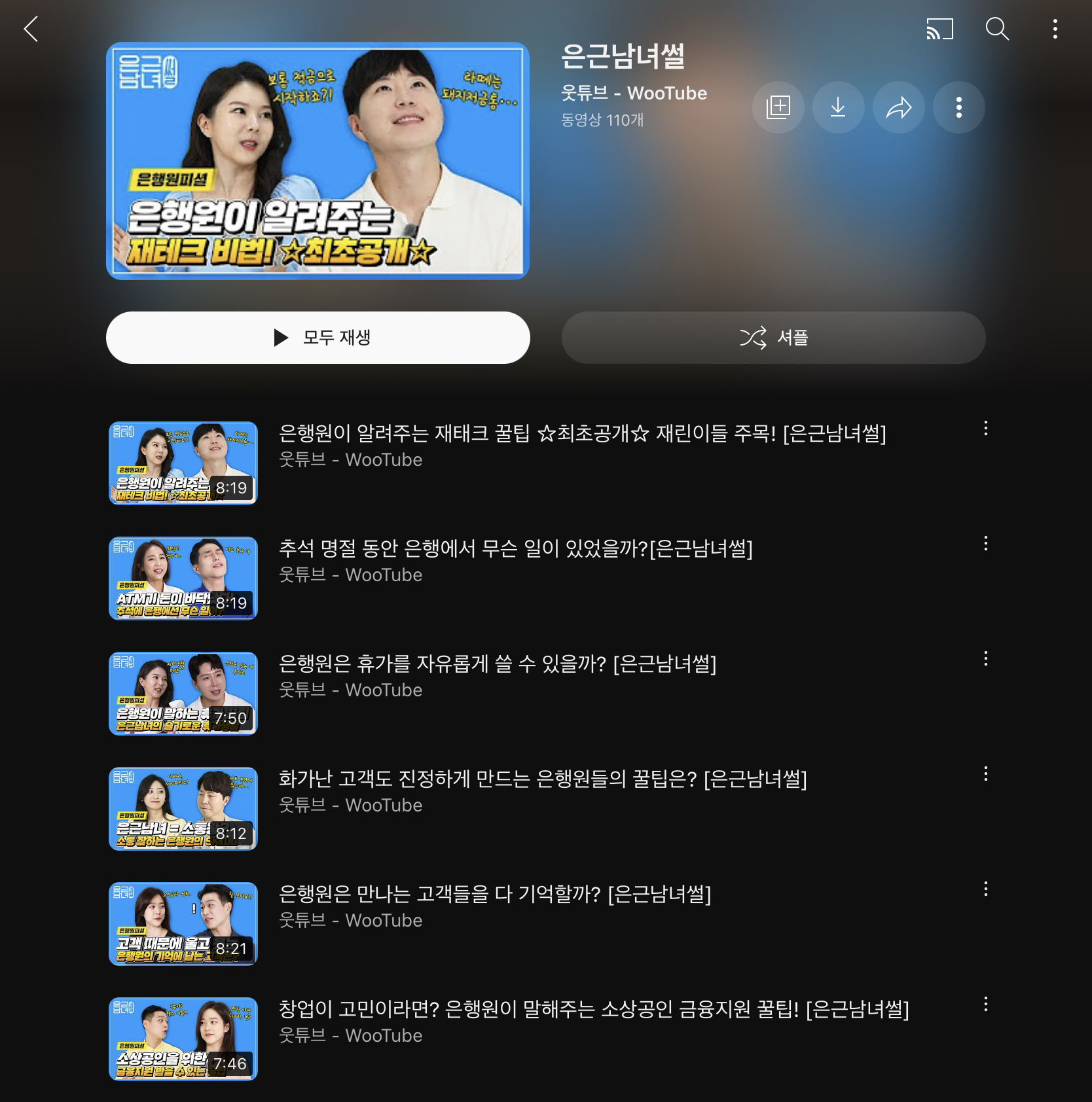

예전에는 미디어를 소비할 수 있는 플랫폼이 TV, 영화관이 대부분이었지만 기술이 발전하면서 인터넷이 활발해지기 시작했고 이전에는 방송사에서 그쳤던 플랫폼이 인터넷으로도 쉽고 다양하게 소비할 수 있게 되었다. 거기에 스마트폰이 발전하면서 인터넷 플랫폼은 더욱 다양해졌다. 또한 인터넷이 급속도로 발달하며 쉽게 캐릭터를 접할 수 있게 되었고 개인이 자신만의 개성이 있는 캐릭터를 만들어 인터넷에 올리고 모든 사람들이 공유할 수 있게 되었다.참고 논문
'멀티 페르소나'란 고대 그리스와 로마의 배우들이 쓰던 가면의 이름인 '페르소나'에서 파생된 용어로 '다중적 자아'를 뜻한다. 우리는 온라인 속 '나', 학교에서의 '나', 집에서의 '나' 등 여러 가지 모습을 가지며 다양한 모습을 띈다. 이는 진정한 나다움이란 무엇일까에 대해 생각하는 개개인의 고민을 반영하기도 하지만 기업과 같은 판매자 측면에서도 멀티 페르소나 시대에서 어떤 마케팅 전략과 정책을 사용해야 하는지를 고민토록 한다. 멀티 페르소나의 확산 배경으로는 SNS의 발달이 있다. SNS 이용자가 많아지며 남의 시선을 의식한 사진, 영상을 올려 그것이 마치 진짜 삶인 듯 보여준다. 이러한 멀티 페르소나를 캐릭터 마케팅에 활용하여 성공적인 성과들을 보여주고 있는데, 그것이 바로 '부캐릭터'이다.참고 논문
부캐 마케팅의 예시로 우리은행의 부캐 <웃튜브>가 있다. 은행은 보통 보수적이고 딱딱한 이미지를 연상케하는데, 우리은행이 이를 해결하고자 기업명을 떼어내 은행의 이미지를 버리고 <웃튜브>라는 서브 채널을 유튜브에 개설한 것이다. 은행원들의 이야기를 들려주는 은근남녀썰, 표준투자권유준칙으로 하는 ASMR 등 다양한 예능 콘텐츠로 금융/재테크에 흥미 있는 고객들에게 더 유연한 이미지로 다가가고 있다.웃튜브 링크